# De l'Église (stanice metra v Montréalu)

Linky metra v Montrealu

De l’Église je jedna z 27 stanic zelené linky montrealského metra (Angrignon – Honoré-Beaugrand), jejíž celková délka je 22,1 km. Ve směru z jihu na sever je tato stanice v pořadí pátá, v opačném směru dvacátá třetí. Na rozdíl od ostatních nemá tato stanice nástupiště do obou směrů linky naproti sobě na jednom podlaží, ale na dvou položených nad sebou. Údaje uvádějící její hloubku jsou tedy dva: 19,8 m pro nástupiště směr Honoré-Beaugrand) a 25,6 m pro nástupiště směr Angrignon. Její vzdálenost od předchozí stanice Verdun činí 563,86 metrů a od následující stanice LaSalle 812,30 metrů.
Stanice De l’Église byla otevřena 3. září 1978. Projektoval ji ateliér Lemay et Leduc.
Prvních osm stanic směrem od stanice Angrignon včetně stanice De l’Église bylo dáno do provozu v roce 1978 a jde tedy o služebně nejmladší část zelené linky. Nejstarší (středová) část linky (od stanice Atwater až po Frontenac, celkem 10 stanic) byla zprovozněna v roce 1966 a zbylá (nejsevernější) část (od stanice Préfontaine až po stanici Honoré-Beaugrand, celkem 9 stanic) v roce 1976.